# Anoplodactylus oculatus
Anoplodactylus oculatus is een zeespin uit de familie Phoxichilidiidae. De soort behoort tot het geslacht Anoplodactylus. Anoplodactylus oculatus werd in 1905 voor het eerst wetenschappelijk beschreven door Carpenter. 